# Каррингтон (аэропорт)
Муниципальный аэропорт Каррингтон (англ. Carrington Municipal Airport), (FAA LID: 46D) — государственный гражданский аэропорт, расположенный в 1,6 километрах к западу от центрального делового района города Каррингтон (Северная Дакота), США.

## Операционная деятельность
Муниципальный аэропорт Каррингтон занимает площадь в 99 гектар, расположен на высоте 488,9 метров над уровнем моря и эксплуатирует одну взлётно-посадочную полосу:
- 13/31 размерами 1280 х 23 метров с асфальтовым покрытием.

За период с 31 июля 2007 года по 31 июля 2008 года Муниципальный аэропорт Каррингтон обработал 2410 операций взлётов и посадок самолётов (в среднем 80 операций ежемесячно), из них 87 % пришлось на авиацию общего назначения, 12 % — на рейсы аэротакси и менее 1 % составили рейсы военной авиации.